# 15 î.Hr.

## Nașteri
- 24 mai: Germanicus (Decimus Claudius Nero Germanicus), general al Imperiului Roman (d. 19)